# Красильникова, Мария Владиленовна
Мария Владиленовна Красильникова (род. 30 ноября 1956) ― советский и российский художник-монументалист, народный художник Российской Федерации (2006), член-корреспондент РАХ (2012).

## Биография
Мария Владиленовна Красильникова родилась 30 ноября 1956 года в городе Москве, в семье архитектора Владилена Дмитриевича Красильникова. 
В 1979 году она завершила обучение в Московской художественно-промышленной академии имени С. Г. Строганова на отделении монументальной живописи. Проходила обучение в мастерской профессора Гелия Коржева. 
Мария Красильникова работала над множеством проектов в Москве и других городах страны. Ей принадлежит авторство фонтана, похожего на светящийся шар, в Доме музыки в Москве; в фойе Малого зала, выполненная в технике флорентийской мозаики, установлена её инсталляция «Букеты». Среди других примечательных работ Красильниковой — витражи в филармонии в городе Биробиджане и в Посольстве Кувейта в Москве, мозаика в санатории Министерства обороны СССР в Марфино, монументально-декоративное сооружение перед Музеем геологии в Ханты-Мансийске. В 2007 году она, совместно с Игорем Пчельниковым, принимала участие в создании фонтана на площади перед зданием Рижского вокзала в Москве.
Мария Владиленовна является членом художественно-экспертного совета при Министерстве культуры РФ, секретарем по монументальному искусству ВТОО «Союз Художников России». Она владеет едва ли не всеми видами и техниками монументального искусства. Участница "Московского союза художников", "Союза художников России" и "Российской академии художеств" в статусе члена-корреспондента. 
В станковом творчестве художница предпочитает живопись, которая является для неё областью познания и собственных открытий.
Проживает в городе Москве.

## Награды и звания
- Народный художник Российской Федерации (9 декабря 2006 года) — за большие заслуги в области изобразительного искусства[6].
- Заслуженный художник Российской Федерации (26 июля 2000 года) — за заслуги в области искусства[7].
- Награждён другими медалями.